# Broughton, Flintshire
Broughton (kymriska: Brychdyn) är en ort i Flintshire i Wales i Storbritannien. Antalet invånare var 5 974 år 2011, vilket även inkluderar byn Bretton.
Nära Broughton ligger en av Airbus flygplansfabriker.